# Erik Hölzl
Erik Hölzl (* im 20. Jahrhundert) ist ein österreichischer Psychologe und Professor für Wirtschaftspsychologie an der Universität zu Köln.

## Werdegang, Forschung und Lehre
Hölzl studierte zwischen 1987 und 1995 an der Universität Wien Psychologie auf Diplom. Bis 2000 schloss sich ein Doktoratsstudium an, zu Beginn war er bis Februar 1996 für ein Auslandssemester an der London School of Economics. Bis 2006 war er als Dozent an der Universität Wien tätig, an der er 2005 habilitiert wurde. Anschließend wurde er zum außerordentlichen Professor berufen. Anfang 2010 folgte er einem Ruf der Universität zu Köln, wo er als ordentlicher Professor den Lehrstuhl für Wirtschafts- und Sozialpsychologie übernahm.
Hölzls Forschungsschwerpunkte liegen in Fragestellungen rund um ökonomische Entscheidungen, der Vorhersage emotionaler Reaktionen auf zukünftige Ereignisse und kognitive Urteilsfehlern.
Seit 1997 ist Hölzl Mitglied der International Association for Research in Economic Psychology, zwischen 2001 und 2005 war er offizieller österreichischer Repräsentant und zwischen 2004 und 2008 Vorstandsmitglied. Zwischen 2016 und 2018 leitete er als Nachfolger von Ellen Nyhus als Präsident die Geschicke der Organisation, anschließend beerbte Rob Ranyard ihn in dieser Funktion. Von 2010 bis 2015 war er zudem gemeinsam mit Erich Kirchler Herausgeber des von der Organisation herausgegebenen Periodikums Journal of Economic Psychology.